# Johann Pregant
Johann Pregant ist ein österreichischer Beamter der Österreichischen Bundesbahnen.

## Leben
Mindestens von 1977 bis 1984 war er Generalsekretär in der Generaldirektion der Österreichischen Bundesbahnen.
Johann Pregant trägt den akademischen Grad Dr. jur. sowie den Amtstitel Hofrat.

## Auszeichnungen und Ehrungen
- Großes Ehrenzeichen für Verdienste um die Republik Österreich[3]
- Großes Goldenes Ehrenzeichen für Verdienste um die Republik Österreich[4]